# Armigeres seticoxitus
Armigeres seticoxitus är en tvåvingeart som beskrevs av Luh och Li 1981. Armigeres seticoxitus ingår i släktet Armigeres och familjen stickmyggor. Inga underarter finns listade i Catalogue of Life.